# رانبلوو
رانبلوو (به لهستانی:  Rąblów) یک روستا در لهستان است که در گمینا وانوولنگتسا واقع شده‌است. رانبلوو ۳۴۰ نفر جمعیت دارد.